# A Estranha Clementine
A Estranha Clementine foi uma telenovela brasileira produzida e exibida pela extinta Rede Tupi em 1962. Foi escrita e dirigida por Geraldo Vietri. Essa foi a primeira novela de Glória Menezes, que interpretou a protagonista e personagem título da história.